# Campionati europei di judo 2023
I campionati europei di judo 2023 sono stati la 72ª edizione della competizione organizzata dalla European Judo Union. Si sono svolti dal 3 al 5 novembre 2023 alla Sud de France Arena di Montpellier, in Francia.

## Podi

### Uomini
| Evento             | Oro                          | Argento                    | Bronzo                                          |
| 60 kg (dettagli)   | Luka Mkheidze Francia        | Dilshot Khalmatov Ucraina  | Francisco Garrigós Spagna                       |
| 60 kg (dettagli)   | Luka Mkheidze Francia        | Dilshot Khalmatov Ucraina  | Romain Valadier-Picard Francia                  |
| 66 kg (dettagli)   | Denis Vieru Moldavia         | David García Torné Spagna  | Bogdan Iadov Ucraina                            |
| 66 kg (dettagli)   | Denis Vieru Moldavia         | David García Torné Spagna  | Walide Khyar Francia                            |
| 73 kg (dettagli)   | Hidayat Heydarov Azerbaigian | Salvador Cases Spagna      | Petru Pelivan Moldavia                          |
| 73 kg (dettagli)   | Hidayat Heydarov Azerbaigian | Salvador Cases Spagna      | Akil Gjakova Kosovo                             |
| 81 kg (dettagli)   | Vedat Albayrak Turchia       | Tato Grigalashvili Georgia | Alpha Oumar Djalo Francia                       |
| 81 kg (dettagli)   | Vedat Albayrak Turchia       | Tato Grigalashvili Georgia | Dominic Ressel Germania                         |
| 90 kg (dettagli)   | Nemanja Majdov Serbia        | Lasha Bekauri Georgia      | Krisztián Tóth Ungheria                         |
| 90 kg (dettagli)   | Nemanja Majdov Serbia        | Lasha Bekauri Georgia      | Mihael Žgank Turchia                            |
| 100 kg (dettagli)  | Zelym Kotsoiev Azerbaigian   | Ilia Sulamanidze Georgia   | Matvey Kanikovskiy Atleti Individuali Neutrali  |
| 100 kg (dettagli)  | Zelym Kotsoiev Azerbaigian   | Ilia Sulamanidze Georgia   | Nikoloz Sherazadishvili Spagna                  |
| +100 kg (dettagli) | Martti Puumalainen Finlandia | Guram Tushishvili Georgia  | Valeriy Endovitskiy Atleti Individuali Neutrali |
| +100 kg (dettagli) | Martti Puumalainen Finlandia | Guram Tushishvili Georgia  | Jelle Snippe Paesi Bassi                        |

### Donne
| Evento            | Oro                                              | Argento                                      | Bronzo                                       |
| 48 kg (dettagli)  | Shirine Boukli Francia                           | Catarina Costa Portogallo                    | Laura Martínez Spagna                        |
| 48 kg (dettagli)  | Shirine Boukli Francia                           | Catarina Costa Portogallo                    | Sabina Giliazova Atleti Individuali Neutrali |
| 52 kg (dettagli)  | Amandine Buchard Francia                         | Distria Krasniqi Kosovo                      | Mascha Ballhaus Germania                     |
| 52 kg (dettagli)  | Amandine Buchard Francia                         | Distria Krasniqi Kosovo                      | Chelsie Giles Regno Unito                    |
| 57 kg (dettagli)  | Daria Kurbonmamadova Atleti Individuali Neutrali | Marica Perišić Serbia                        | Nora Gjakova Kosovo                          |
| 57 kg (dettagli)  | Daria Kurbonmamadova Atleti Individuali Neutrali | Marica Perišić Serbia                        | Sarah-Léonie Cysique Francia                 |
| 63 kg (dettagli)  | Andreja Leški Slovenia                           | Gili Sharir Israele                          | Laura Fazliu Kosovo                          |
| 63 kg (dettagli)  | Andreja Leški Slovenia                           | Gili Sharir Israele                          | Angelika Szymańska Polonia                   |
| 70 kg (dettagli)  | Marie-Ève Gahié Francia                          | Madina Taimazova Atleti Individuali Neutrali | Sanne van Dijke Paesi Bassi                  |
| 70 kg (dettagli)  | Marie-Ève Gahié Francia                          | Madina Taimazova Atleti Individuali Neutrali | Barbara Matić Croazia                        |
| 78 kg (dettagli)  | Alina Böhm Germania                              | Alice Bellandi Italia                        | Patrícia Sampaio Portogallo                  |
| 78 kg (dettagli)  | Alina Böhm Germania                              | Alice Bellandi Italia                        | Inbar Lanir Israele                          |
| +78 kg (dettagli) | Romane Dicko Francia                             | Raz Hershko Israele                          | Marit Kamps Paesi Bassi                      |
| +78 kg (dettagli) | Romane Dicko Francia                             | Raz Hershko Israele                          | Asya Tavano Italia                           |

## Medagliere
| Pos.   | Paese                       | Oro | Argento | Bronzo | Totale |
| ------ | --------------------------- | --- | ------- | ------ | ------ |
| 1      | Francia                     | 5   | 0       | 4      | 9      |
| 2      | Azerbaigian                 | 2   | 0       | 0      | 2      |
| 3      | Atleti Individuali Neutrali | 1   | 1       | 3      | 5      |
| 4      | Serbia                      | 1   | 1       | 0      | 2      |
| 5      | Germania                    | 1   | 0       | 2      | 3      |
| 6      | Moldavia                    | 1   | 0       | 1      | 2      |
| 6      | Turchia                     | 1   | 0       | 1      | 2      |
| 8      | Slovenia                    | 1   | 0       | 0      | 1      |
| 8      | Finlandia                   | 1   | 0       | 0      | 1      |
| 10     | Georgia                     | 0   | 4       | 0      | 4      |
| 11     | Spagna                      | 0   | 2       | 3      | 5      |
| 12     | Israele                     | 0   | 2       | 1      | 3      |
| 13     | Kosovo                      | 0   | 1       | 3      | 4      |
| 14     | Italia                      | 0   | 1       | 1      | 2      |
| 14     | Portogallo                  | 0   | 1       | 1      | 2      |
| 14     | Ucraina                     | 0   | 1       | 1      | 2      |
| 17     | Paesi Bassi                 | 0   | 0       | 3      | 3      |
| 18     | Croazia                     | 0   | 0       | 1      | 1      |
| 18     | Ungheria                    | 0   | 0       | 1      | 1      |
| 18     | Polonia                     | 0   | 0       | 1      | 1      |
| 18     | Gran Bretagna               | 0   | 0       | 1      | 1      |
| Totale | Totale                      | 14  | 14      | 28     | 56     |